# Сервісна сітка
У програмній архітектурі сервісна сітка (англ. service mesh) — це спеціалізований інфраструктурний рівень для сприяння комунікації між сервісами або мікросервісами, використовуючи проксі.
Спеціалізований комунікаційний рівень може забезпечити численні переваги, такі як надання спостережуваності за комунікаціями, забезпечення безпечних з'єднань, а також автоматизацію повторних спроб і відкладки для невдалих запитів.
Сервісна сітка складається з мережевих проксі, що підключаються до кожного сервісу в додатку, і набору процесів управління завданнями. Проксі називають робочою площиною (data plane), а процеси управління — керуючою площиною (control plane). Робоча площина перехоплює виклики між різними сервісами та обробляє їх; керуюча площина є «мозком» сітки, яка координує роботу проксі і надає API для операційного та технічного персоналу для управління і спостереження за всією мережею.
Архітектура сервісної сітки реалізується за допомогою програмних продуктів, таких як Istio, Cilium, Linkerd, Consul, AWS App Mesh, Kuma, Traefik Mesh, Greymatter.io, та Open Service Mesh. Багато сервісних сіток використовують проксі Envoy на робочій площині.